# Simone Alberghini

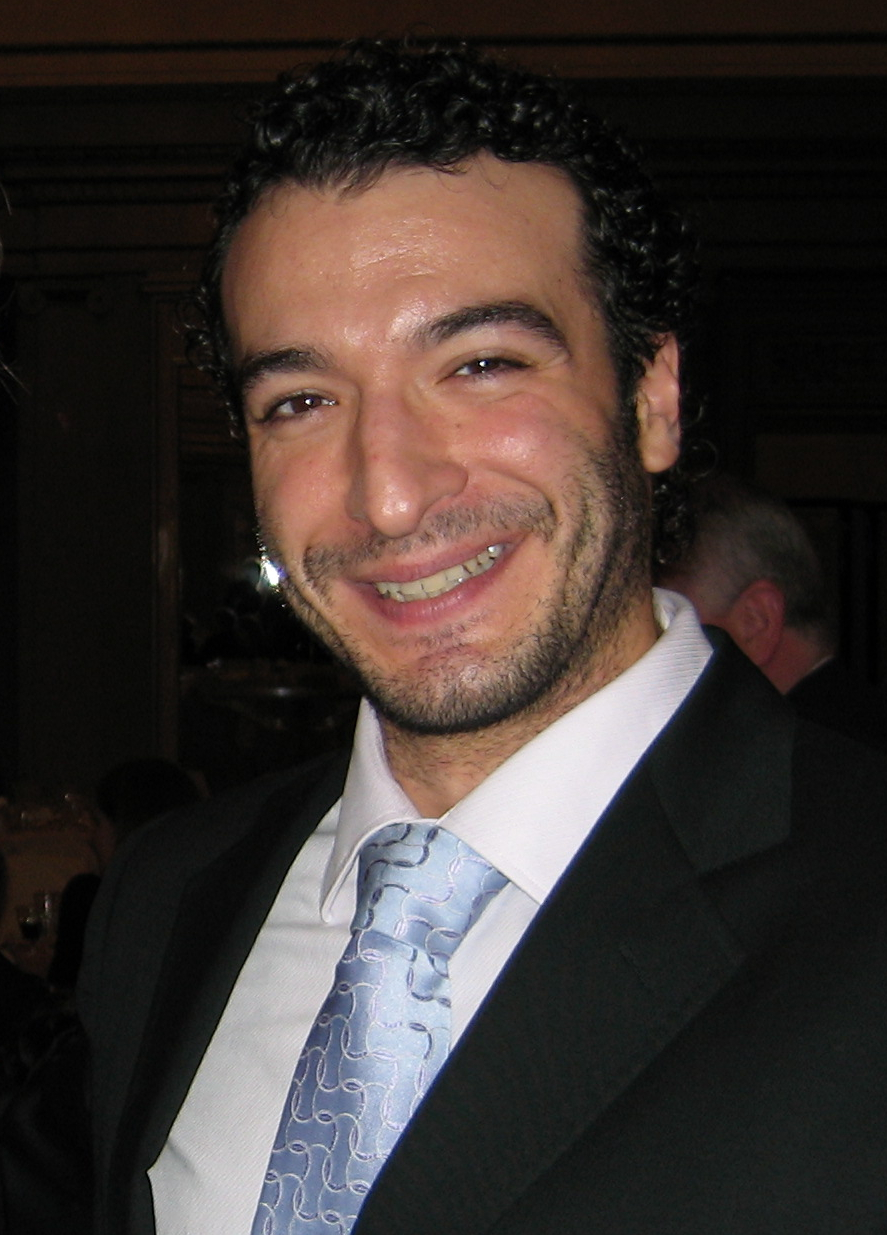
Simone Alberghini (2008)

Simone Alberghini (* 16. April 1973 in Bologna) ist ein italienischer Bariton, der vor allem für seine Interpretationen der Belcanto-Opern von Wolfgang Amadeus Mozart und Gioachino Rossini bekannt ist.

## Jugend und Ausbildung
Simone Alberghini wurde in Bologna geboren und machte – betreut von der Bologneser Gesangslehrerin Tania Bellanca – erste Erfahrungen im Bereich Pop und Jazz. Danach begann er sich der Oper zu widmen und studierte zunächst bei dem Tenor Oslavio Di Credico, später bei dem Pianisten und Dirigenten Leone Magiera und dem Bariton Carlo Meliciani.

## Karriere
1993 gab Alberghini sein Debüt als Lorenzo in Vicenzo Bellinis Oper I Capuleti e i Montecchi am Teatro Regio in Turin. 1994 gewann er den ersten Preis beim internationalen Operalia-Gesangswettbewerb, der von Plácido Domingo in diesem Jahr in Mexiko-Stadt organisiert wurde. Seitdem ist er – unter der Leitung bedeutender Dirigenten und Regisseure – Gast vieler nationaler und internationaler Opernhäuser.
Die ersten zehn Jahre seiner Karriere sang er reine Basspartien, wie den Banco in Giuseppe Verdis Macbeth (an der Mailänder Scala), den Ramfis in Verdis Aida (Wiener Staatsoper), den Sir Giorgio in Vicenzo Bellinis I puritani (in Catania, Turin, Bologna), den Colline in Giacomo Puccinis La Bohème (in London, Bologna und Torre del Lago) oder den Raimondo in Gaetano Donizettis Oper Lucia di Lammermoor (in Parma und Avignon).
Dann begann er, unter anderem auf Anraten von Luciano Pavarotti und Plácido Domingo, bei dem Bariton Carlo Meliciani zu studieren, um sich mit dem Bariton-Repertoire vertraut zu machen. Debüts in Rollen wie dem Grafen Luna in Giuseppe Verdis Il trovatore (auf Teneriffa), Enrico in Gaetano Donizettis Lucia di Lammermoor (in Savona und Bologna) und die Titelrolle in Gaetano Donizettis Oper Il furioso all’isola di San Domingo (in Bergamo, Piacenza und Savona) folgten.
Seitdem singt er an den wichtigsten Opernhäusern der Welt, wie dem Teatro alla Scala in Mailand, dem Royal Opera House in London (Dandini in Rossinis La Cenerentola und Athanael in Jules Massenets Thaïs gemeinsam mit Renée Fleming), der Metropolitan Opera in New York City (Dandini), dem Teatro San Carlo in Neapel, La Fenice in Venedig, Gran Teatre del Liceu in Barcelona, Los Angeles Opera, Wiener Staatsoper, Bolschoi-Theater in Moskau und in Festivals wie Glyndebourne und dem Rossini Opera Festival in Pesaro.
Seit den Anfangsjahren seiner Karriere hat sich Alberghini insbesondere auf Opern von Wolfgang Amadeus Mozart und Gioachino Rossini spezialisiert. Er debütierte im Alter von 22 Jahren in der Titelpartie von Mozarts Oper Don Giovanni in Sassari und sang diese Rolle seitdem in über 20 verschiedenen Produktionen dieser Oper, etwa in Bologna, Cagliari, Tokio, Verona, Lyon und Venedig. Die Rolle des Figaro oder des Grafen Almaviva in Mozarts Le nozze di Figaro hat er in Philadelphia, Rom, Perm und Moskau gegeben; den Don Alfonso oder Guglielmo in Mozarts Così fan tutte in Bologna, Florenz, Cagliari und Moskau. Von Gioachino Rossini hat er die Rolle des Dandini in La Cenerentola zahlreiche Male gespielt, etwa an der Metropolitan Opera in New York City, dem Royal Opera House in London, in der Glyndebourne Festival Opera oder dem Teatro San Carlo in Neapel. Andere von ihm häufig gespielte Rossini-Rollen sind der Assur in Semiramide, der Mustafà in L'italiana in Algeri, der Selim in Il turco in Italia oder der Figaro in Il barbiere di Siviglia.
Auch dem französischen Repertoire hat sich Simone Alberghini verschrieben: So sang er den Escamillo in Georges Bizets Oper Carmen (in Rom, Taormina, Zürich, Bologna und Moskau), den Athanael in Jules Massenets Oper Thaïs (in Venedig, London und Louisville) und die vier männlichen Rollen Lindorf, Coppélius, Dapertutto und Dr. Miracle in Les Contes de Hoffmann von Jacques Offenbach (in Turin, Piacenza, Toulon und Reggio Emilia).
Auf der Konzertbühne ist Alberghini vor allem mit Giuseppe Verdis Messa da Requiem und Gioachino Rossinis Stabat Mater zu hören, wie etwa in London, Prag, Bamberg und Dresden.
Alberghini sang bisher unter der Leitung von Dirigenten wie Claudio Abbado, Maurizio Benini, Bruno Campanella, Riccardo Chailly, Teodor Currentzis, Andrew Davis, Gianluigi Gelmetti, Wladimir Michailowitsch Jurowski, Michele Mariotti, Zubin Mehta, Riccardo Muti, Gianandrea Noseda, Seiji Ozawa, Donato Renzetti, Giuseppe Sinopoli, Michael Tilson Thomas, Alberto Zedda und in Produktionen von Regisseuren wie Peter Hall, Mario Martone, Damiano Michieletto, Jonathan Miller, Pier Luigi Pizzi, Luca Ronconi, Carlo Verdone, Graham Vick und Francesca Zambello.

## Persönliches
Alberghini ist verheiratet mit der russischen Mezzosopranistin Anna Goryachova. Das Paar hat zwei Kinder: Andrea Alberghini (* 2010) und Valentina Alberghini (* 2016).

## Repertoire (Auswahl)

### Opern
| Komponist               | Oper                                | Rolle              |
| ----------------------- | ----------------------------------- | ------------------ |
| Vicenzo Bellini         | Adelson e Salvini                   | Adelson            |
| Vicenzo Bellini         | I Capuleti e i Montecchi            | Lorenzo            |
| Vicenzo Bellini         | I puritani                          | Sir Giorgio        |
| Vicenzo Bellini         | I puritani                          | Sir Riccardo       |
| Georges Bizet           | Carmen                              | Escamillo          |
| Gaetano Donizetti       | Il furioso all'isola di San Domingo | Il Furioso         |
| Gaetano Donizetti       | La fille du régiment                | Sulpice            |
| Gaetano Donizetti       | L'elisir d'amore                    | Belcore            |
| Gaetano Donizetti       | L'elisir d'amore                    | Dulcamara          |
| Gaetano Donizetti       | Lucia di Lammermoor                 | Lord Enrico Ashton |
| Gaetano Donizetti       | Lucia di Lammermoor                 | Raimondo           |
| Jules Massenet          | Thaïs                               | Athanael           |
| Wolfgang Amadeus Mozart | Così fan tutte                      | Don Alfonso        |
| Wolfgang Amadeus Mozart | Così fan tutte                      | Guglielmo          |
| Wolfgang Amadeus Mozart | Don Giovanni                        | Don Giovanni       |
| Wolfgang Amadeus Mozart | Don Giovanni                        | Leporello          |
| Wolfgang Amadeus Mozart | Le nozze di Figaro                  | Conte              |
| Wolfgang Amadeus Mozart | Le nozze di Figaro                  | Figaro             |
| Jacques Offenbach       | Les Contes d’Hoffmann               | Les Villaines      |
| Giacomo Puccini         | La Bohème                           | Colline            |
| Giacomo Puccini         | La Bohème                           | Marcello           |
| Giacomo Puccini         | Madama Butterfly                    | Sharpless          |
| Gioachino Rossini       | Il barbiere di Siviglia             | Figaro             |
| Gioachino Rossini       | Il turco in Italia                  | Selim              |
| Gioachino Rossini       | La Cenerentola                      | Alidoro            |
| Gioachino Rossini       | La Cenerentola                      | Dandini            |
| Gioachino Rossini       | La gazza ladra                      | Fernando           |
| Gioachino Rossini       | La gazza ladra                      | Podestà            |
| Gioachino Rossini       | L'italiana in Algeri                | Mustafà            |
| Gioachino Rossini       | Semiramide                          | Assur              |
| Igor Strawinsky         | The Rake’s Progress                 | Nick Shadow        |
| Giuseppe Verdi          | Aida                                | Ramfis             |
| Giuseppe Verdi          | Don Carlos                          | Rodrigo            |
| Giuseppe Verdi          | Il trovatore                        | Conte di Luna      |
| Giuseppe Verdi          | La traviata                         | Germont            |
| Giuseppe Verdi          | Macbeth                             | Banco              |
| Giuseppe Verdi          | Simon Boccanegra                    | Paolo              |

### Vokalwerke
| Komponist         | Werk             |
| ----------------- | ---------------- |
| Gioachino Rossini | Stabat Mater     |
| Giuseppe Verdi    | Messa da Requiem |

## Auszeichnungen (Auswahl)
- 1994: erster Preis beim internationalen Operalia-Gesangswettbewerb in Mexiko-Stadt

## Diskografie
- Vicenzo Bellini – Adelson e Salvini mit Barcellona/Scala/Muraro/Alberghini, dirigiert von Daniele Rustioni bei Opera Rara
- Vicenzo Bellini – I Capuleti e i Montecchi mit Mei/Kasarova/Vargas/Alberghini/Chiummo, dirigiert von Roberto Abbado bei EMI
- Vicenzo Bellini – Zaira mit Hernandez/Alberghini/Malavasi/Scala, dirigiert von Giacomo Sagripanti bei Bongiovanni
- Umberto Giordano – Andrea Chénier mit Bocelli/Urmana/Gallo/Alberghini, dirigiert von Marco Armiliato bei Decca
- Bohuslav Martinů – Mirandolina mit Bruera/Tonsini/Marabelli/Alberghini, dirigiert von Riccardo Frizza bei BBC
- Gioachino Rossini – Torvaldo e Dorliska mit Takova/Pertusi/Meli/Alberghini, dirigiert von Victor Pablo Perez bei Dynamic

## Filmografie
- Michael Daugherty – Jackie O mit Mc Andrew/Sorouzian/Alberghini, dirigiert von Christopher Franklin bei Dynamic
- Gaetano Donizetti – Il furioso all’isola di San Domingo mit Alberghini/Forte/Marsiglia, dirigiert von G. Di Stefano bei Bongiovanni
- Gaetano Donizetti – Maria Stuarda mit Devia/Antonacci/Meli/Alberghini, dirigiert von Antonio Fogliani bei RAI Trade
- Gaetano Donizetti – Maria Stuarda mit Piscitelli/Polverelli/De Biasio/Alberghini, dirigiert von Riccardo Frizza bei Naxos
- Gioachino Rossini – Guillaume Tell mit Alaimo/Rebeka/Florez/Forsythe/Alberghini, dirigiert von Michele Mariotti bei Decca
- Gioachino Rossini – La Cenerentola mit Garanča/Brownlee/Corbelli/Alberghini, dirigiert von Maurizio Benini bei Deutsche Grammophon
- Gioachino Rossini – La Cenerentola mit Donose/Mironov/Di Pasquale/Alberghini, dirigiert von Wladimir Michailowitsch Jurowski bei Opus Arte
- Gioachino Rossini – Torvaldo e Dorliska mit Takova/Pertusi/Meli/Praticò/Alberghini, dirigiert von Victor Pablo Perez bei Dynamic